# Михаило Вујић
Михаило В. Вујић (Београд, 26. октобар/7. новембар 1853 — Сушак, 1/14. март 1913) био је српски професор, економиста и политичар.

## Биографија
Завршио је филозофију на Великој школи, а затим студирао филозофију и економију у Немачкој, где је и докторирао филозофију 1879. године. Убрзо по повратку са студија у Србију приступа Радикалној странци, и то њеном умереном крилу.
Од 1879. године до 1887. године предавао је економију на Великој школи, као трећи велики професор, после Косте Цукића и Чедомиља Мијатовића.
Први пут постаје министар финансија у либерално-радикалној влади Јована Ристића средином 1887. године, а крајем исте године прелази у радикалну владу Саве Грујића, која пада априла 1888. године. Потом је министар финансија у владама Саве Грујића (1889—1891), Николе Пашића (1891), Лазара Докића (1893), Саве Грујића (1893—1894) и Ђорђа Симића (1896—1897). Остао је запамћен по томе што је као министар финансија преузео у државне руке монополе дувана и соли и експлоатацију железница, који су до тада били у рукама страних друштава. Донекле је средио државне финансије, доводећи буџет из великих дефицита у равнотежу 1891. године. Покушао је да изведе конверзију свих спољних зајмова Србије како би смањио терет њихове отплате, али није успео.
Када се, по својој женидби са Драгом Машин, краљ Александар приближио радикалима 1900. године, Вујић је постао посланик у Паризу. Већ фебруара 1901. Вујић је министар иностраних послова у влади Алексе Јовановића, а ускоро затим (20. марта 1901) саставља сопствени владу, у којој задржава портфељ министра иностраних послова. Ова је влада била коалициона напредњачко-радикалска, тзв. фузионашка, а по краљевој жељи да се радикали умере уз помоћ двору наклоњених напредњака. Помирљивост Вујића и других умерених радикала према двору изазвала је расцеп у Радикалној странци, из које се издвајају млађи и борбенији елементи и формирају Самосталну радикалну странку. Вујић ипак није довољно попустљив, према процени краља Александра, и Вујићева влада пада 7. новембра 1902. године.
Следећих година Вујић је посланик у Бечу (1903), Берлину (1906) и Риму (1909).
Изабран је за редовног члана Српске краљевске академије 5. фебруара 1901. године.

## Одабрана дела
- Начела народне економије I-III (1895-1898).
  1. Основна претходна питања и историјски развитак науке о народној привреди, 1895.
  2. Економска теорија, 1896.
  3. Економска политика, 1898.